# Ami Bouganim
Ami Bouganim (אמי בוגנים, امي بوغنبم), né en 1951 à Essaouira-Mogador, est un philosophe marocain.

## Biographie
Après un passage à Casablanca, il gagne l’École normale israélite orientale où il complète ses études secondaires sous la direction d’Emmanuel Levinas. En 1970, il immigre en Israël où il poursuit des études de philosophie qui le conduiront à soutenir la première thèse israélienne sur Levinas. Il s’est longtemps occupé d’enseignement et d’éducation avant de se consacrer à la littérature, à la philosophie générale et aux théologies du judaïsme. Il écrit et publie en hébreu autant qu’en français.
Ami Bouganim vit à Netanya qu’il n’a quittée que pour servir de délégué de l’Agence juive auprès des Éclaireuses et Éclaireurs israélites de France (1977 – 1981) et de directeur des services éducatifs de l’Alliance israélite universelle (1995 – 2000). En 2001, il prend la direction de l'institut de recherche et de développement du département de l'Éducation de l'Agence juive. De 1995 à 2013, il est en parallèle directeur académique des rencontres des Amis européens de l'Université hébraïque de Jérusalem. À partir de 2010, il se consacre exclusivement à la recherche philosophique et au conseil en matière de philanthropie comme consultant de la Fondation Matanel.
En 2015, il initie l'Euro-Mediterranean Institute For Inter-Civilization Dialog (EMID).

## Analyse des travaux

### Pédagogie
Les recherches pédagogiques d’Ami Bouganim portent sur les ressources éducatives des enseignements informelles tant en milieu
scolaire que non scolaire. Elles ont prospecté les incidences de la société des loisirs sur les mouvements de jeunesse et les centres de culture. Ami Bouganim s’est également intéressé aux ressources pédagogiques du tourisme de groupe. Ses recherches l’ont conduit à proposer une méthode didactique pour la présentation des sites historiques consistant en leur « mise en scène ». Ses ouvrages en la matière, Sites & Sources, servent toujours les guides intéressés à inclure dans leurs explications des citations extraites des grands textes de l’humanité ou des grands voyageurs.
Dans un deuxième temps, les recherches d’Ami Bouganim ont porté sur la direction pédagogique et sur les méthodes de formation des élites professionnelles dans ce domaine. Ces recherches lui ont permis d’être parmi les concepteurs et les fondateurs de la School of Educational Leadership dans le cadre de l’Institut Mandel. Ami Bouganim s’est particulièrement intéressé aux contributions de l’enseignement de la philosophie analytique à la formation analytique et prospective des programmateurs et des preneurs de décision.

### Littérature
Ami Bouganim situe le plus important de son écriture romanesque à Essaouira-Mogador dont il reconstitue l’histoire et la vie des Juifs. Il lui arrive néanmoins de déplacer l'action de ses nouvelles ou de ses récits à d'autres lieux comme Casablanca, Tiznit et Fès. Son œuvre culmine dans la composition toute rabelaisienne d’une quadrilogie sur la ville de Tarédant située sur une presqu’île battue par les vents, pratiquant le menkorisme et célébrant l’aliénation. Certains critiques ont voulu voir dans Tarédant une représentation caricaturale de Mogador, d’autres l’ont assimilée à la Chelm maghrébine. Bouganim considère l’exercice romanesque en survivant de la mort de l’écriture se passionnant pour le déraillement des histoires de l’homme et des râles littéraires qu’elle inspire.

### Philosophie
Ami Bouganim a pratiqué la philosophie analytique avant de redécouvrir la philosophie continentale à travers les travaux des grands maîtres de l’herméneutique philosophique comme Dilthey, Heidegger et Gadamer. Il décèle dans la phénoménologie une méthode philosophique du sens commun et dénonce dans son invocation une non méthode permettant de légitimer les discours pseudo philosophiques, de l’herméneutique poétique de Heidegger à la prédication talmudique de Levinas. Bouganim persiste dans une vision positiviste de la philosophie qu’il réduit à une philosophie des sciences. Les monographies qu’il consacre à des auteurs aussi divers que Spinoza, Walter Benjamin et Hermann Cohen invoquent les instructions herméneutiques de Dilthey réclamant du critique de reconstituer autant que possible « l’atelier de création de l’auteur ».

#### Philosophie du judaïsme
Ami Bouganim persiste à étudier le judaïsme dans le sillage de Julius Guttmann, auteur de Philosophies du Judaïsme. Il récuse toute définition essentialiste du judaïsme et ne s’entend qu’à des judaïsmes parmi lesquels il range le christianisme et l’islam. Il décèle néanmoins deux tendances dans la geste monothéiste que le judaïsme déploie, l’une pharisienne, surnaturelle et piétiste, l’autre sadducéenne, naturelle et rationaliste. Sa réticence à s’aligner sur les distinctions académiques convenues, et sa tendance à privilégier des philosophes du judaïsme rationaliste et positiviste, tels Hermann Cohen et Yeshayahou Leibowitz, plus sadducéens que pharisiens, à des philosophes piétistes et sentimentalistes, parmi lesquels il range Emmanuel Levinas, lui ont attiré les critiques de la communauté des chercheurs.
Ami Bouganim a signé un livre problématique, Vers la disparition d’Israël ?, où il s’interroge sur le statut théologico-politique de l’État d’Israël et où il se demande si l’entité politique pourra résister aux contradictions théologiques et politiques qui grèvent son existence. C’est dans ce contexte qu’il a participé aux premiers ateliers pluridisciplinaires de recherche qui se proposaient d’étudier le sens de la condition juive et qui ont été rangés sous la bannière de Jewish Peoplehood (en). 

## Œuvres
- Récits du Mellah, nouvelles, J.C. Lattès, Paris, 1981.
- Le Cri de l'Arbre, récit, Stavit, Paris, 1984.
- Le Juif égaré, essai, Desclée de Brouwer, Paris, 1990.
- L’Or et le Feu, Le Judaïsme d'Espagne, essai, Pathways, Jérusalem, 1992.
- Jérusalem, Sites et Sources, essai, Pathways, Jérusalem, 1994.
- Le Rire de Dieu, Stavit, Paris, 1996 ; Points/Le Seuil, 2011[13].
- La Rime et le Rite, essai sur le prêche philosophique, L'Harmattan, Paris, 1996.
- Ah'ad ha-Am, L'amant de Sion, essai, Nadir, Paris, 1997.
- A. D. Gordon, Le visionnaire de la vie, essai, Nadir, Paris, 1997.
- Maïmonide, Le Rabbin philosophe, essai, Nadir, Paris, 1998
- Franz Rosenzweig, Le Chantre de la Diaspora, essai, Nadir, Paris, 1998.
- Theodor Herzl, Le Dernier Messie, essai, Nadir, Paris, 1998.
- Yeshayahou Leibowitz, le Retour du Sadducéen, essai, Nadir, Paris, 1999.
- Léo Strauss, Athènes et Jérusalem, essai, Nadir, Paris, 1999.
- Entre Vents et Marées, roman, Stavit, Paris, 1998.
- Le Testament de Spinoza, essai, Nadir, Paris, 2000
- Arroi et Désarroi du Pédagogue, essai, Nadir, Paris, 2000.
- J. Soloveitchik, Le Maître de Boston, essai, Nadir, Paris, 2001.
- H. Cohen, Le Maître de Marbourg, essai, Nadir, Paris, 2001.
- Sites and Sources, (Eng), The Book of Israel, Jérusalem: Eliner, 2004.
- Sites and Sources, (Eng), The Book of Jerusalem, Jérusalem: Eliner, 2004.
- Le Charmeur des Mouettes, La chambre d'échos, 2005.
- Walter Benjamin, Le rêve de vivre, Albin Michel, 2007[14].
- Tel-Aviv, Sans Répit, Autrement, 2009[15].
- Asher le Devin, Nouvelles, Albin Michel, Paris, 2010.
- L’Arbre à vœux, roman, Avant Propos, Waterloo, 2012
- Vers la disparition d’Israël [16]? Essai, Le Seuil, 2012.
- Es-Saouira de Mogador[17], témoignage, Avant Propos, Waterloo, 2013.
- Tarédant, A bout d'exil, roman, Avant Propos, Waterloo, 2014.
- Tarédant. Sous protectorat, roman, Avant Propos, Waterloo, 2015[18].
- Tarédant, En transes philosophiques, May Editions, 2018.
- Tarédant, Sous liquidation, May Editions, 2018[19].
- Mavoy Meshihi (A Messianic Impasse), essai, 2016[20].
- Un bâtard en Terre promise, roman, La chambre d'échos (2018)[21].
- Le Dernier de Mogador, roman, May Editions (2018)[22].
- Le vieil homme et Facebook, récit, May Editions (2018).
- Baba (Heb.), roman, May Editions, 2021.
- Beit Hatsofim (Heb.), roman, May Editions, 2021,
- Mekoubalei Ha-Akademia (Heb), étude romancée, May Editions, 2021.
- Ahavat Tanger (Heb.), étude romancée, May Editions, 2022.
- Sefer Rina (Heb.), roman, May Editions, 2022.
- Le Livre violet, Les Editions de Mai, 2022.
- Fils-du-Serpent, Les Editions de Mai, 2024.
- Le Nain X, roman-essai, Les Editions de Mai, 2024.
- De Mogador à Netanya, Les Editions de Mai, 2025.
- Mêlées pharsiennes, Les Editions de Mai, 2025.

### Textes parus en revue
Fiction
- Le poète inconnu, nouvelle, Levant, 1988.
- Récit Borges, nouvelle, Levant, 1990.
- Le Royaume de Philistie, chronique, Pardès no 28, In Press, 2000.
- Le retour au vent, chronique, Perspectives, Éditions Magnès, Université hébraïque de Jérusalem, 2002.
- L'Oiseleur de Fès, nouvelle, Éditions de mai, 2010.
- Es-Saouira de Mogador, in Une enfance juive en Méditerranée musulmane, L. Sebbar (dir), Bleu Autour, 2012.

Essai
- L'Autre du Livre, une étude d'Emmanuel Levinas, Les Nouveaux Cahiers, 1982.
- Albert Cohen, Maître de Céphalonie, Les Nouveaux Cahiers, 1996.
- Sion, Babel et Alexandrie, Les Nouveaux Cahiers no 126, 1997.
- Le Chantier de Jérusalem, in Transversalités, Revue de l'Institut catholique de Paris no 62, avril-juin 1997.
- Quand l'hébreu accueillera l'hébraïsme, Les Nouveaux Cahiers no 128, été 1997.
- Les Porteurs du Livre, L'Arche, septembre 1998.
- Le syndrome de Mogador, Les Cahiers du Judaïsme no 7, 2000.
- De Marrakech à Jérusalem, Perspectives, Université hébraïque de Jérusalem, 2004.
- « Pour une psychothérapie en quête du sens », in P. Sidoun, ed., Guérir... mais de quoi ?, Autrement, 2004.
- Emmanuel Levinas, School Master and Pedagogue, in Levinas and Education, At the Intersection of Faith and Reason, Denise Egea-Kuehne, Ed., New York & London: Routledge, 2008, p. 15-25.
- Jewish Sectarianism and Jewish Peoplehood, in Jewish Poplehood : Change and Challenge, M. Revivi, Ezra Kopelowitz, Ed., Boston: Boston Academic Press, 2008, p. 68-86[23].
- The School Ghetto in France (Eng), in Jewish Day Schools, Jewish Communities, The Littman Library of Jewish Civilization, Oxford, Portand, 2009, p. 222-234.
- Le Pharisien en quête de Dieu, in Philosophy of Religion, vol. 10, Fløistad, Guttorm, (Ed.), printemps 2010[24].
- Jewish Education in France, in International Handbook of Jewish Education, printemps 2011.
- La notion de Diaspora à l’ère de la globalisation, in La bienvenue et l’adieu, vol. III, F. Abécassis, K. Dirèche, R. Aouad (dir)
- La Croisée des Chemins, in Le Dieu en lequel je crois, V. Malka (dir), Le Cerf, 2012.
- Le Saint des Saints, in Le Cantique des Cantiques, Les Éditions de mai, 2016.
- Jews in Europe, in European Jews at the Crossroads, May Publishing House, 2017.
- Ethics of the Fathers, in Ethics of the Fathers, May Publishing House, 2019.
- Qohelet's Search of Meaning, in Qohelet, May Publishing House, 2022.

Œuvre digitale
- Album du Monde : http://www.euromed.institute/blog/ALBUM%20DU%20MONDE
- Chronique de Mogador : http://www.euromed.institute/blog/Chroniques%20de%20Mogador
- Carnet de Migration : http://www.euromed.institute/blog/Carnet%20de%20migration
- Chronique de Jérusalem : http://www.euromed.institute/blog/Chronique%20de%20J%C3%A9rusalem
- Recueil de Paris : http://www.euromed.institute/blog/Recueil%20de%20Paris
- Dictionnaire philosophique : http://www.euromed.institute/dictionary
- Dans le sillage des philosophes : http://www.euromed.institute/blog/Dans%20le%20sillage
- Bribes philosophiques : http://www.euromed.institute/blog/BRIBES%20PHILOSOPHIQUES
- Notes philosophiques : http://www.euromed.institute/blog/NOTES%20PHILOSOPHIQUES
- Sur les traces de Dieu : http://www.euromed.institute/blog/Sur%20les%20traces%20de%20Dieu
- News from Savony (Heb) : http://www.euromed.institute/blog/News%20From%20Savony
- Note de lecture : http://www.euromed.institute/blog/Note%20de%20lecture
- Angle de vue sur le cinéma : http://www.euromed.institute/blog/Cinéma
- Billet d'ailleurs : http://www.euromed.institute/blog/BILLET%20D%E2%80%99AILLEURS
- Journal de la Perplexité : http://www.euromed.institute/blog/JOURNAL%20DE%20LA%20PERPLEXIT%C3%89
- Le Chant du Livre : http://www.euromed.institute/blog/LE%20CHANT%20DU%20LIVRE
- Articles autobiographiques (Heb. & Fr.) : http://www.euromed.institute/blog/ARTICLES
- Variations judaïques : http://www.euromed.institute/blog/VARIATIONS%20JUDAIQUES?